# Magnus Ragnar Bruzelius
Magnus Ragnar Bruzelius, född 4 juni 1832 i Löderups socken i Kristianstads län, död 17 februari 1902 i Stockholm, var en svensk läkare.
Bruzelius blev 1848 student vid Lunds universitet, 1853 filosofie magister, 1855 docent i zoologi, 1860 medicine kandidat, 1862 medicine licentiat och 1864 medicine doktor. År 1863 blev han docent i medicin vid Karolinska institutet, 1864 adjunkt i samma ämne och biträdande överläkare vid Serafimerlasarettet samt var 1877–1897 professor i medicin och överläkare vid nämnda lasarett. År 1880 utnämndes han till livmedikus hos Oscar II och 1890 blev han ledamot av Vetenskapsakademien. 1859 erhöll han av Vetenskapsakademien det Flormanska priset för en avhandling om amphipoderna.
Bruzelius var en av sin tids främsta praktiserande svenska läkare, under många år den erkända auktoriteten i fråga om lungsjukdomar. Inom Svenska Läkaresällskapet blev Bruzelius först medlem av redaktionskommittén för tidskriften Hygiea från 1865 till 1871 och från 1869 medlem i redaktionen för Nordiskt Medicinskt Arkiv.
Bruzelius var överläkare för Lifförsäkringsaktiebolaget Nordstjernan och en av grundarna 1871. År 1894 fick han deras guldmedalj i samband med bolagets 25-årsjubileum.
Han företrädde genom giftermål med två systrar Kempe den näst största aktieposten i Mo och Domsjö AB. För egen del skapade Bruzelius en stor förmögenhet under sitt liv genom att ha höga inkomster och samtidigt leva på ett för den tiden, och i hans kretsar, enkelt liv.[källa behövs] Han ägde fastigheter i centrala Stockholm (så som Kungsträdgårdsgatan 20) och en lantegendom på Lidingö.
I enlighet med hans önskan skänkte efter hans död hans änka bland annat till Svenska läkarsällskapet 100 000 kronor, avsedda att utgöra en pensionsfond för änkor och barn efter avlidna svenska läkare, samt 10 000 kronor till en stipendiefond vid Karolinska institutet.
Ragnar Bruzelius var tredje barnet och äldste sonen till Magnus Bruzelius, kyrkoherde i Hörups och Löderups socknar, och hans hustru Wilhelmina. En kusin till Ragnar Bruzelius var författarinnan Victoria Benedictsson.
Bruzelius är gravsatt på Norra begravningsplatsen utanför Stockholm.